# Convento de la Concepción Benedictina y de San Pablo
El convento de la Concepción Benedictina, conocido como "de las Benitas", es un edificio de la ciudad española de Toledo, con origen en un beaterio para mujeres fundado en 1487 por Diego Fernández de Úbeda. A partir de un pequeño núcleo inicial, el beaterio fue adquiriendo otros inmuebles adyacentes para levantar el conjunto conventual actual. Las obras de la iglesia y del convento se iniciaron en 1633, bajo trazas y diseños de Lorenzo Fernández de Salazar. 

## Descripción
La iglesia y las dependencias conventuales, distribuidas en dos pisos, se estructuran en torno a un patio, también en dos pisos, de reducidas dimensiones. La iglesia es de planta rectangular, con una sola nave, dividida en tres tramos, y una amplia capilla mayor. Carece de crucero y de coro en alto, a los pies. Un medio cañón fajeado y con lunetos es el abovedamiento de la nave, en tanto que sobre la capilla mayor se levanta una amplia cúpula sobre pechinas, con un pequeño anillo de base, más que tambor, y una diminuta linterna. La sacristía está tras el testero. La citada capilla mayor queda elevada respecto a la nave mediante tres escalones de acceso, y existe una reja que divide ambos espacios. La portada de la iglesia, en piedra, es de tipo retablo, y se halla estructurada en un cuerpo, rematado por frontón curvo partido, y ático con hornacina, que aloja una estatua de la Inmaculada. Las cubiertas, de tejas curvas, son a dos aguas.
La sacristía del templo, situada tras la capilla mayor, es una estancia rectangular, cubierta con un cañón rebajado con lunetos; la parte correspondiente al coro de las monjas es de forma irregular y tiene una bóveda de aristas. El coro bajo de las religiosas es un amplio espacio rectangular, cuya bóveda es un cañón rebajado con lunetos. En él es abundantísima la decoración pictórica. Sobre un zócalo de piedra se levantan los muros, articulados con pilastras toscanas cajeadas. Encima de estas pilastras corre un friso, con triglifos y metopas decoradas. En los interpilastros se abren hornacinas rectangulares, poco profundas, rematadas por arcos de medio punto. Sobre el óculo central de la cúpula hay una pequeña construcción a modo de linterna (aunque ciega). La bóveda de la nave, en su parte más alta, está decorada con yeserías. 
El exterior es de marcada sencillez, perfiles rectilíneos, nítidos volúmenes y relativa escasez de vanos. Los paramentos son de ladrillo visto, con rafas de piedra y marcadas cornisas. La fachada principal remata en frontón triangular, con óculo central. El claustro o patio conventual está constituido por dos niveles de galerías que se abren a un espacio central cuadrado, estructurado en dos pisos, con seis arcos por paño; todo él realizado en ladrillo visto. Los soportes son pilares, con pilastras toscanas adosadas en sus frentes exteriores. Los arcos que saltan entre los citados pilares son de medio punto; y los antepechos de los vanos presentan motivos decorativos, realizados con el propio ladrillo, a modo de crucetas muy apaisadas. Sobre uno de los muros superiores de este patio se dispone la espadaña, también de ladrillo.